# 水准点

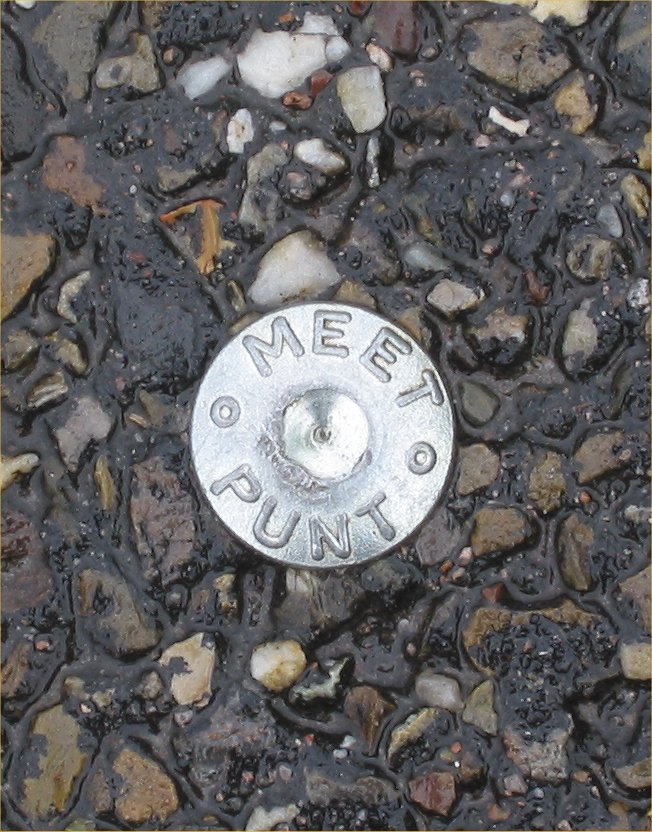
荷兰的一处水准点。

水准点（Benchmark，简称BM），是在高程控制网中用水准测量的方法测定其高程的控制点。一般分为永久性和临时性两大类。永久性的水准点是在控制点处设立永久性的水准点标石，标石埋设于地下一定深度，也可以将标志直接灌注在坚硬的岩石层上或坚固的永久性的建筑物上，以保证水准点能够稳固安全、长久保存以及便于观测使用。